# Wilhelm Müller (Politiker, Dezember 1890)
Johann Wilhelm „Willi“ Müller (* 23. Dezember 1890 in Mülheim an der Ruhr; † 16. November 1944 im KZ Neuengamme) war ein deutscher Politiker und Gewerkschafter, Vorsitzender der SPD in Mülheim an der Ruhr und Vorsitzender der SPD-Fraktion im Rat der Stadt.

## Leben
Müller kam zur Welt als Sohn des Gerbers Mathias Müller. Er hatte drei Geschwister. Die Kinder wurden Waisen, als der Vater in der Lederfabrik an einem Schlaganfall verstarb. Müller machte eine Lehre zum Drechsler, während der er der Gewerkschaft beitrat, und arbeitete später in der Thyssen-Maschinenfabrik in Mülheim. 
Im Ersten Weltkrieg wurde Müller einberufen. Zum Kriegsende befand er sich in Ostpreußen. Zu seiner Rückkehr nach Mülheim tobten Bürgerkämpfe in der Stadt; er engagierte sich zunächst im Spartakusbund und der KPD, distanzierte sich nach Kämpfen gegen Freikorpsverbände im Ruhrgebiet von beiden Organisationen. Zum 1. Januar 1922 wechselte er zur SPD. Er wurde Betriebsratsvorsitzender der Thyssen-Maschinenfabrik und erster Bevollmächtigter des Deutschen Metallarbeiter-Verbands in Mülheim. 
1924 heiratete er die Thyssen-Sekretärin Margarete Hesselmann, der aufgrund der Verbindung gekündigt wurde. Aus der Ehe ging 1925 der Sohn Wilhelm „Willi“ Müller jun. hervor.

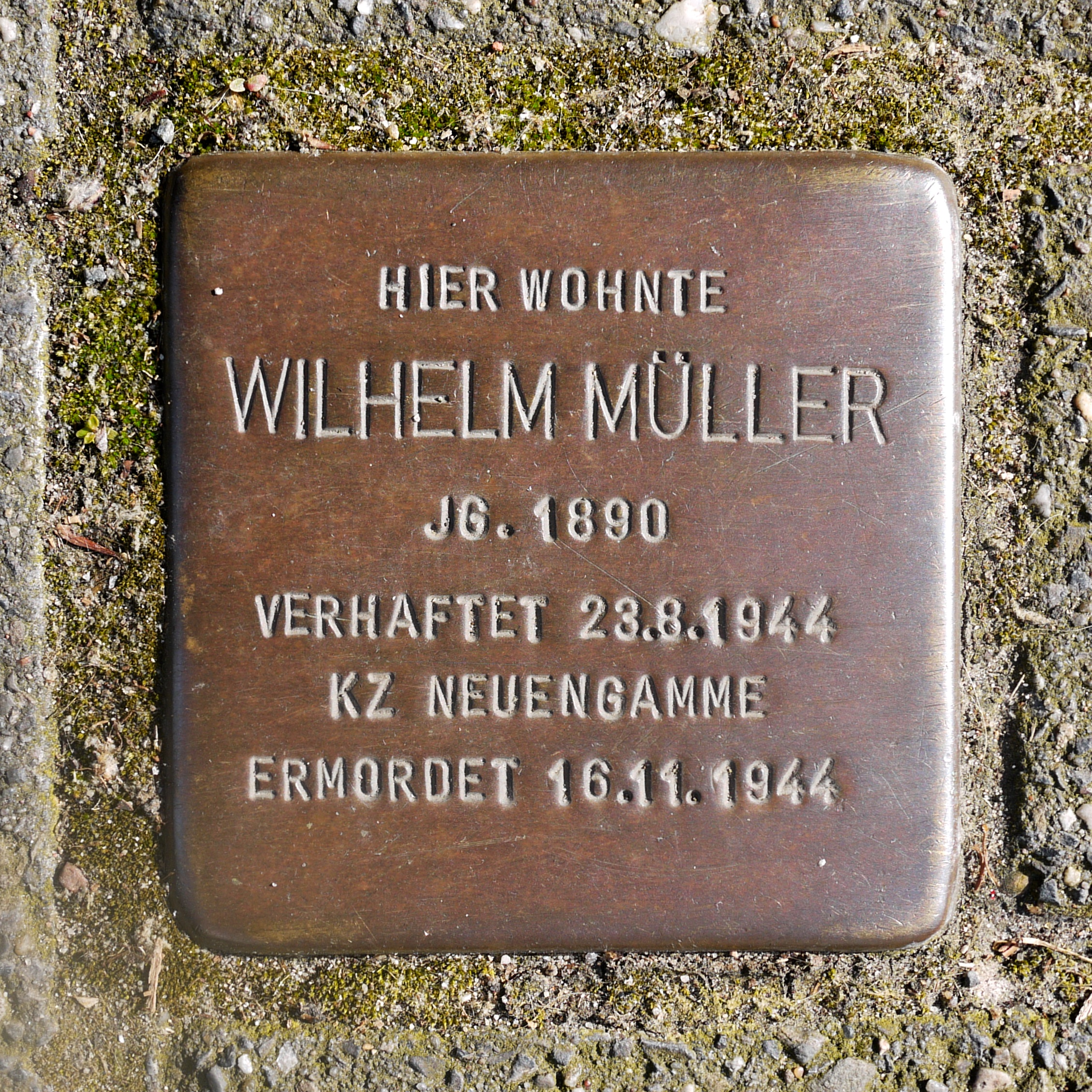
Stolperstein im Andenken an Müller in der Dümptener Str. 17

Müller wurde Vorsitzender der Mülheimer SPD und stieg 1929 auch zum Vorsitzenden der SPD-Fraktion in der Mülheimer Stadtverordnetenversammlung auf. Außerdem gehörte er dem Provinziallandtag der Rheinprovinz an. Nach der „Machtergreifung“ durch die Nationalsozialisten wurde er von März bis April sowie im Mai 1933 kurzzeitig inhaftiert, ehe im Sommer 1933 durch die Gleichschaltung und die damit verbundene Auflösung der Parteien sein Mandat auch offiziell erlosch.
In den folgenden Jahren finanzierte Müller seinen Lebensunterhalt mit diversen Gelegenheitsarbeiten, etwa als Brotfahrer. Bei dieser Gelegenheit verteilte er auch heimlich politische Oppositionsschriften als Aktivist des sozialdemokratischen Untergrundnetzwerks. Am 23. August 1944 wurde er im Rahmen der reichsweiten Verhaftungswelle Aktion Gewitter – ausgelöst durch das Attentat vom 20. Juli 1944 – verhaftet und ins Konzentrationslager Sachsenhausen eingewiesen. Im Oktober 1944 wurde Müller ins KZ Neuengamme verlegt. Gesuche der Ehefrau und des Sohnes bei Hermann Göring und der SS um seine Freilassung blieben unbeantwortet. 
Müller starb im November 1944 im KZ Neuengamme. Wenngleich auch die offizielle Angabe der Todesursache auf „Lungenentzündung“ lautete, so  wurde er vermutlich ermordet. Kameraden berichteten, dass er aufgrund seines offenen Beines zu Beginn seiner Haft in Neuengamme in der Sanitätsbaracke abgesondert wurde, was bereits als Todesurteil galt. Die Mülheimer Polizei bescheinigte der hinterbliebenen Familie nach dem Krieg, dass Müller „soweit in Erfahrung gebracht nicht an einer Krankheit im Lager verstorben, sondern wie so viele umgebracht worden“ sei.